# Xã Mickinock, Quận Roseau, Minnesota
Xã Mickinock (tiếng Anh: Mickinock Township) là một xã thuộc quận Roseau, tiểu bang Minnesota, Hoa Kỳ. Năm 2010, dân số của xã này là 301 người.